# Comte AC-4
Die Comte AC-4 ist ein einmotoriges Flugzeug des schweizerischen Herstellers Alfred Comte. Sie wurde von 1928 bis 1930 gebaut.

## Geschichte
Dieses Flugzeug war der Höhepunkt der Flugzeugbau-Laufbahn von Alfred Comte und gilt als erstes in der Schweiz hergestelltes Serienflugzeug. Konstruiert wurde sie von Henri Fierz. Das Flugzeug wurde in zwei Losen gebaut. Die erste Serie bestand aus sechs Flugzeugen. Jedoch war die erste Serie bereits vor ihrer Fertigstellung ausverkauft. Daher wurde eine zweite Serie nachgelegt, welche die Zusatzbezeichnung «Gentleman» trug.

## Nutzung
Die AC-4 wurde als Touristik-, Schul-, Post- und Schleppflugzeug verwendet.
Ein Exemplar diente der Swissair (Reg. CH-262, ab 1934 HB-IKO) für Inlandflüge. Zeitweise  (1955–1979) in Deutschland als D-ELIS beheimatet und auf den  Spitznamen «Spirit of Bamberg» getauft, belegte sie bei einigen Deutschlandflügen bis in die 1960er Jahre die vorderen Ränge.
Ein weiteres Exemplar (Reg. CH-285) diente von 1931 bis 1938 der Schweizer Luftwaffe als Schulungsflugzeug.
Eine AC-4 (Reg. HB-USI) wurde 1939, initiiert von Ernst Wyss, damaliger Chefpilot der Kriegstechnischen Abteilung (KTA) der Eidgenössischen Konstruktionswerkstätte, zum ersten holzgasbetriebenen Flugzeug der Welt umgerüstet. Für eine Flugstunde wurden 34 kg Holzkohle benötigt. Vergleichbare Technik ist vom Kraftfahrzeug mit Holzgasgenerator bekannt.

## Technische Daten

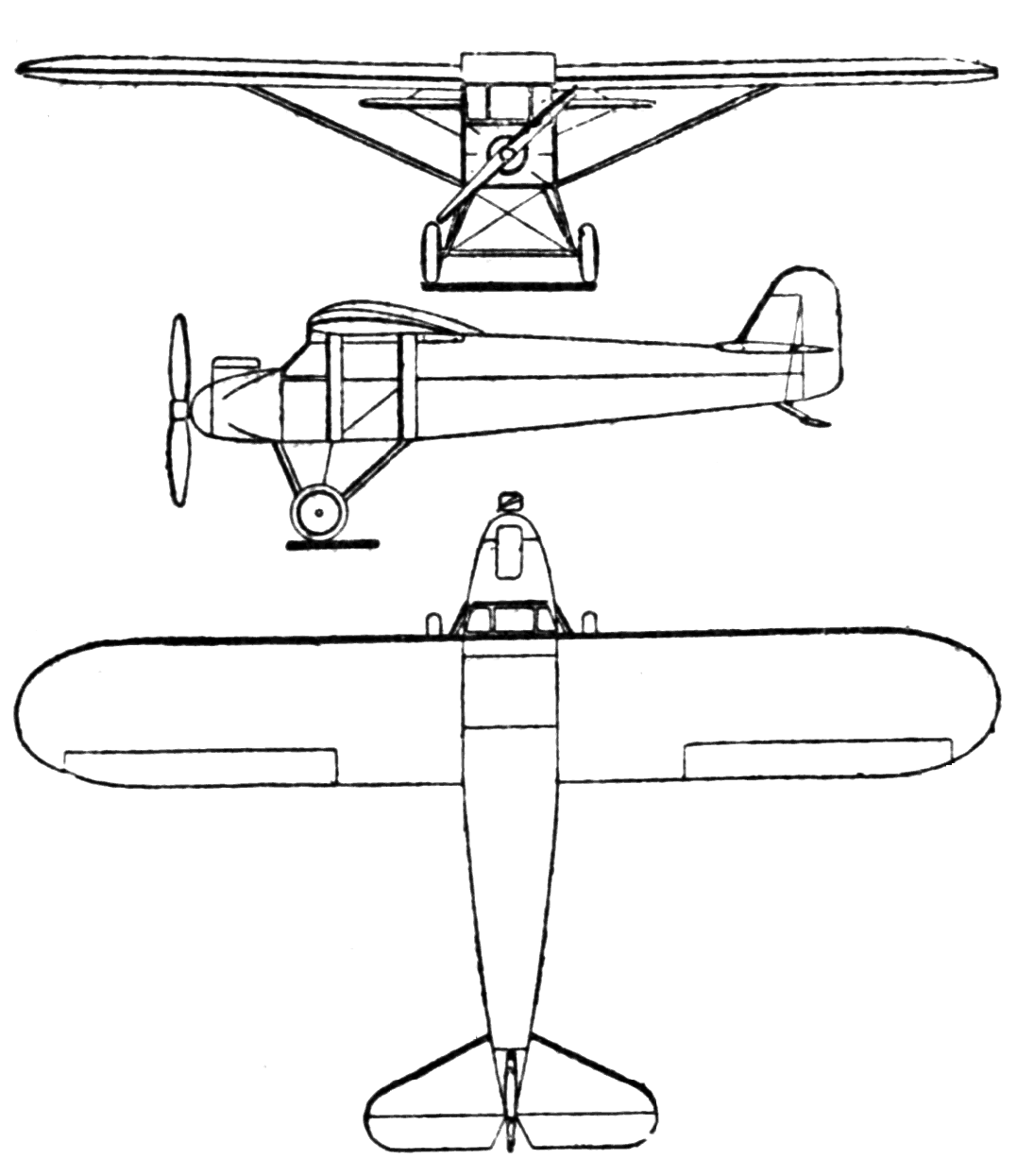
Dreiseitenansicht Comte AC-4

| Kenngrösse            | Daten                                           |
| --------------------- | ----------------------------------------------- |
| Besatzung             | 1                                               |
| Passagiere            | 2                                               |
| Länge                 | 8,10 m                                          |
| Spannweite            | 12,30 m                                         |
| Höhe                  | 2,80 m                                          |
| Flügelfläche          | 20 m²                                           |
| Flügelstreckung       | 7,6                                             |
| Nutzlast              | 300 kg                                          |
| Leermasse             | 500 kg                                          |
| Startmasse            | 800 kg                                          |
| Reisegeschwindigkeit  | 140 km/h                                        |
| Höchstgeschwindigkeit | 170 km/h                                        |
| Dienstgipfelhöhe      | 4000 m                                          |
| Reichweite            | 700 km                                          |
| Triebwerke            | 1× A.D.C. Cirrus Hermes III mit 140 PS (103 kW) |

## Erhaltene Exemplare

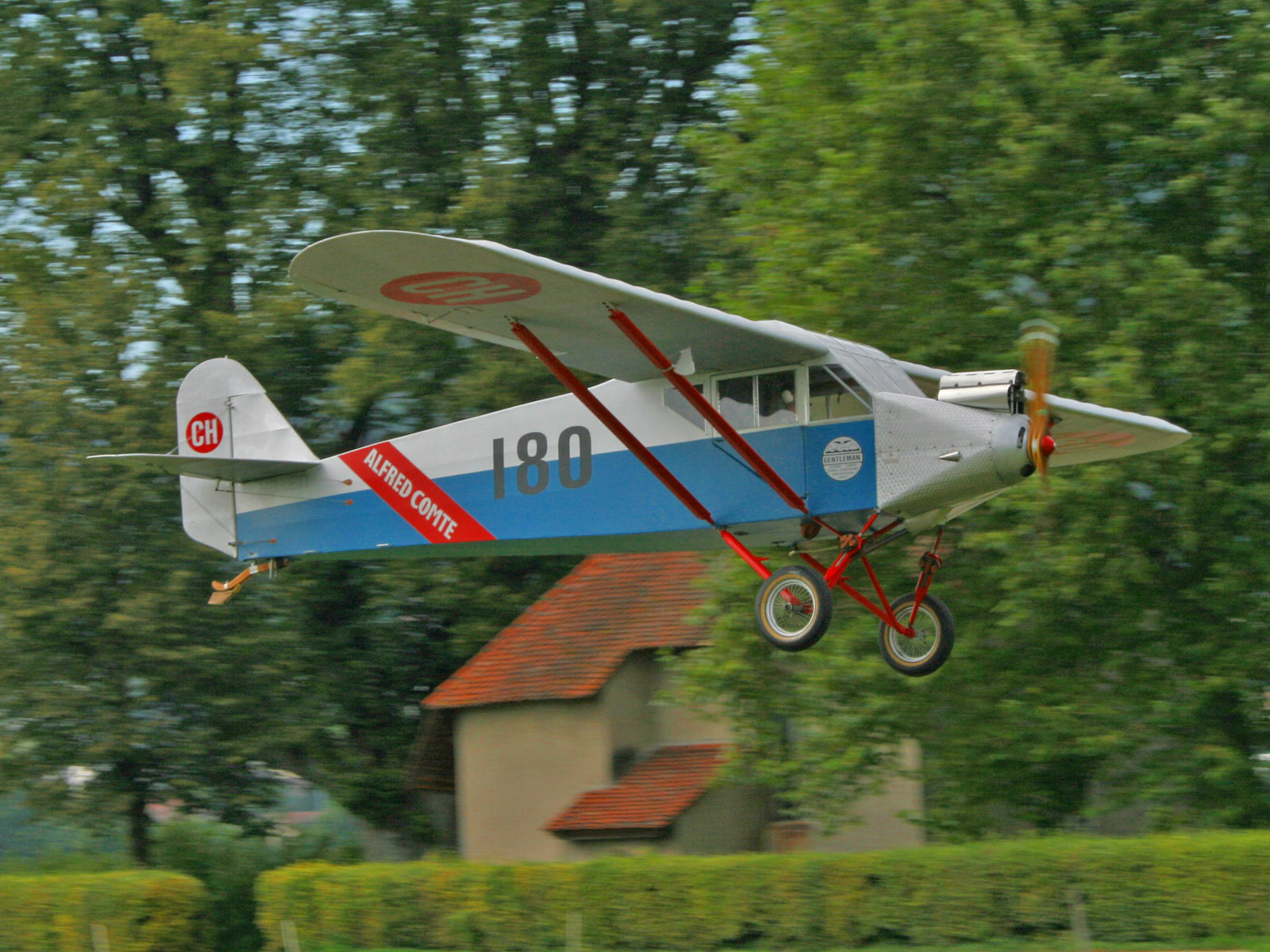
Comte AC-4 «Gentleman» HB-ETI

- CH-180 / HB-ETI, flugtüchtig, Standort Flugplatz Raron LSTA
- CH-249 / HB-USI (ex BALAIR, 1930–1931), Standort Flieger-Flab-Museum Dübendorf
- CH-262 / HB-IKO (ex SWISSAIR, 1931–1947), Standort Verkehrshaus der Schweiz, Lager Rain LU, letzter Flug 2010[1] , Demontiert nach Bleienbach, Montage und ausgestellt im Fliegermuseum Oberaargau in Langenthal-Bleienbach
- CH-264 / HB-KIL, Standort Verkehrshaus der Schweiz, Luzern

## Galerie

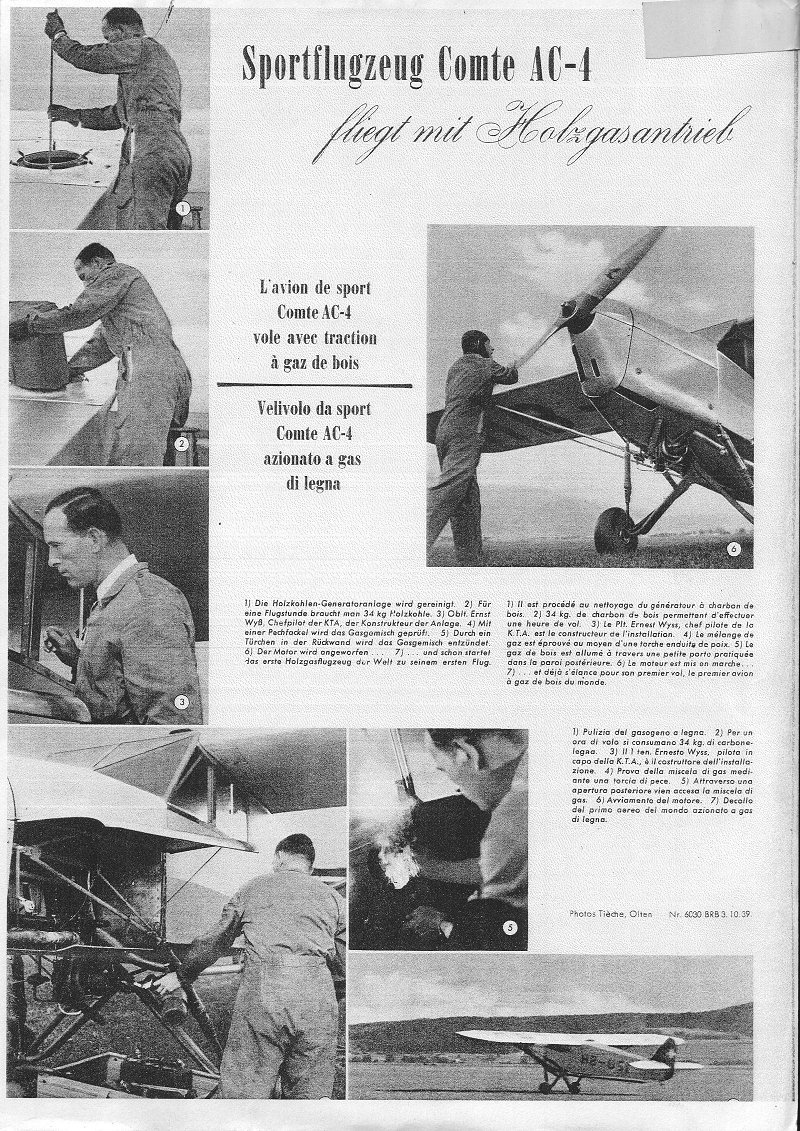
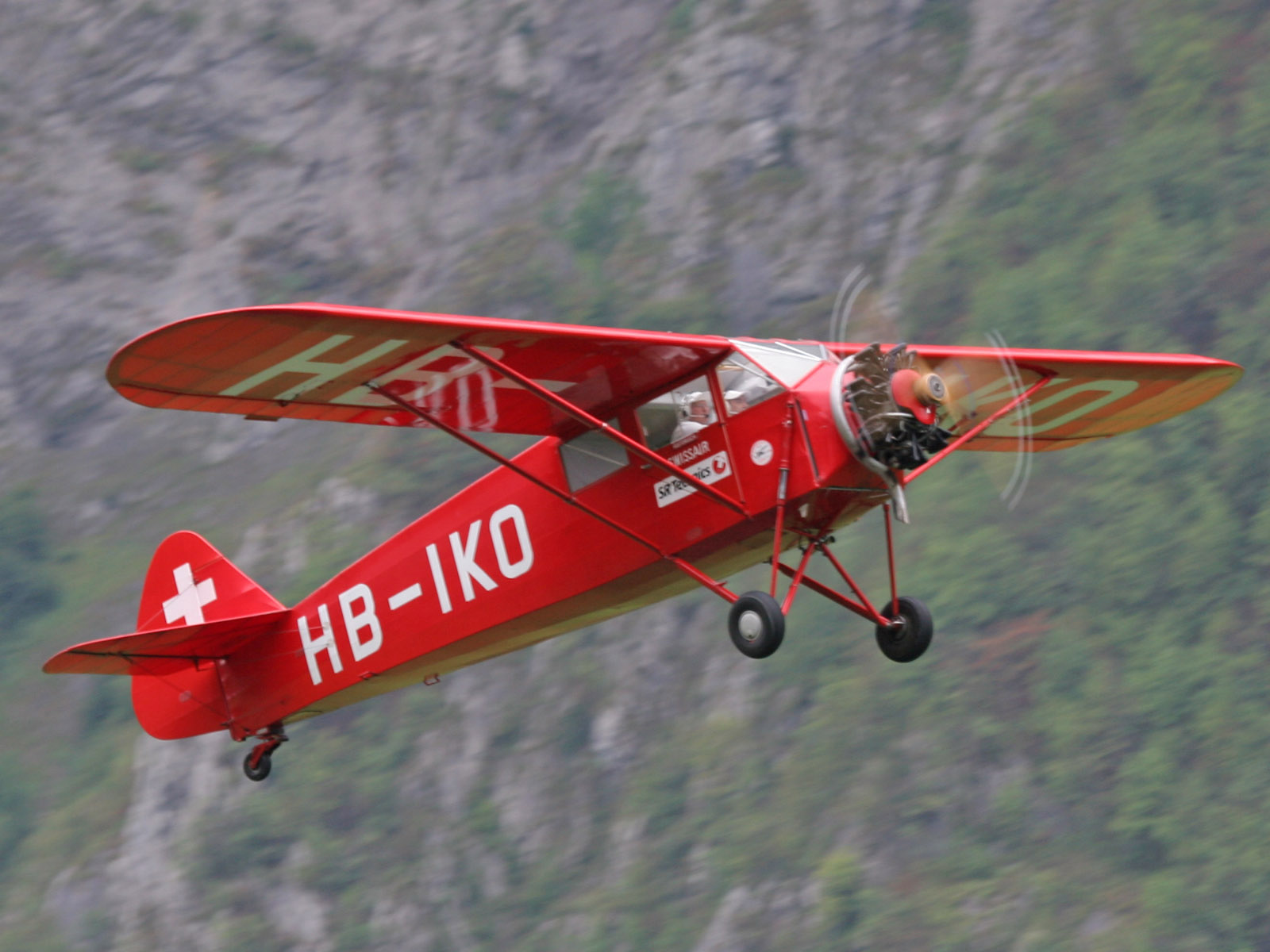
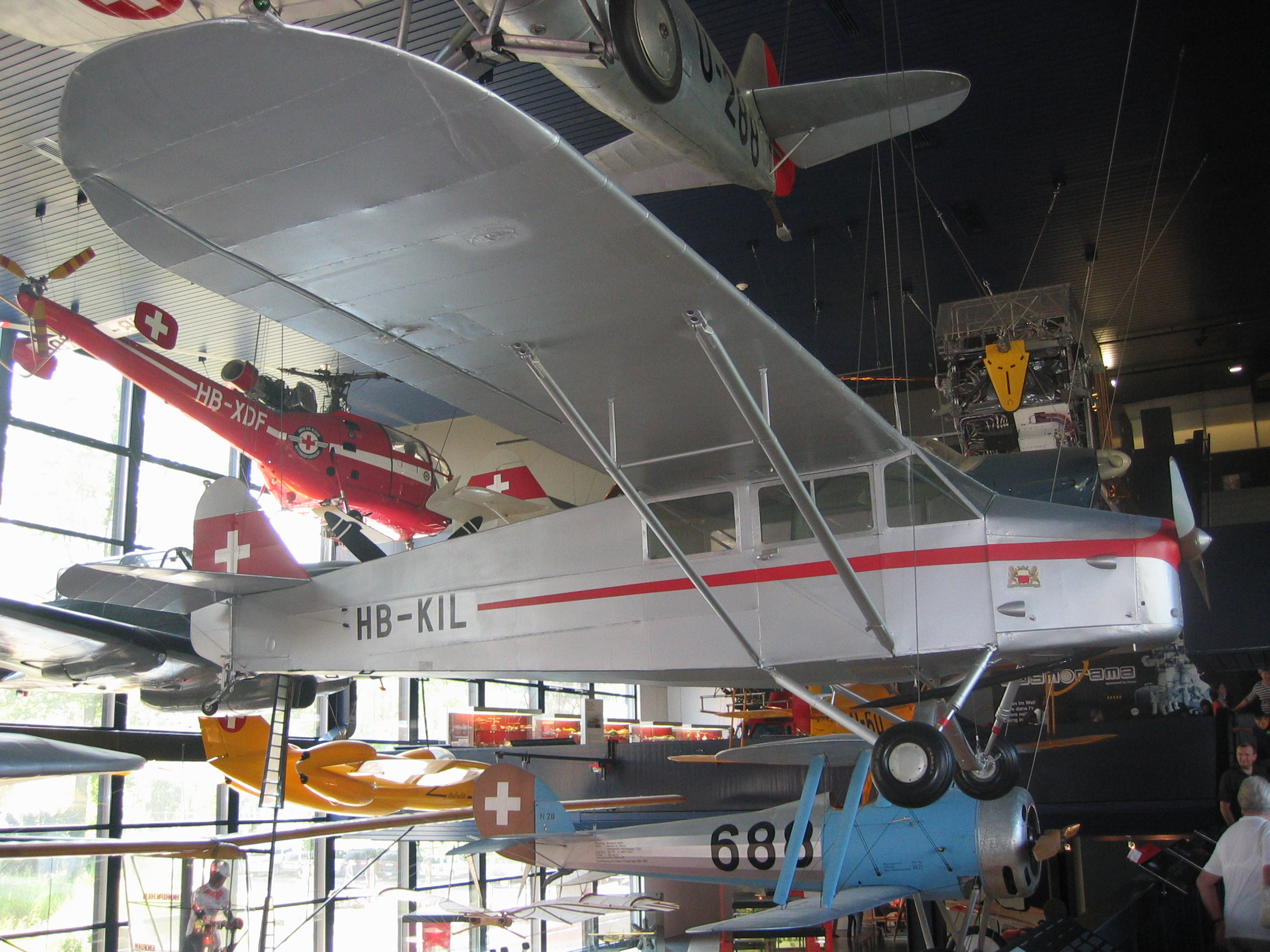